# Longinos
Longinos (griechisch Kassios Longinos, lateinisch Cassius Longinus; * um 212; † 272 in Emesa) war ein antiker Philosoph (Mittelplatoniker) und Philologe. Die mitunter vorkommende Namensform „Kassios Dionysios Longinos“ ist falsch; sie beruht auf einer Verwechslung mit einem anderen Autor (Pseudo-Longinos).

## Herkunft und Studium
Longinos stammte mütterlicherseits aus einer angesehenen Familie in Emesa (heute Homs in Syrien). Sein Vater ist unbekannt. Schon in seiner Kindheit, als er seine offenbar wohlhabenden Eltern auf zahlreichen Reisen begleitete, und später in seinen Studienjahren lernte er den Osten des Römischen Reichs kennen. Dabei begegnete er vielen Philosophen und sonstigen Vertretern des kulturellen Lebens. Er studierte in Alexandria bei dem Philosophen Ammonios Sakkas, dem Gründer einer Schule, aus der die heute als Neuplatonismus bezeichnete Strömung hervorging. Ein weiterer Lehrer des Longinos war der Platoniker Origenes, der an der Schule des Ammonios unterrichtete.

## Lehrtätigkeit und Werke
Nach dem Abschluss seiner Ausbildung ließ sich Longinos in Athen nieder und begann dort platonische Philosophie und Rhetorik zu unterrichten. Die von ihm geleitete Schule wurde zur Begegnungsstätte bedeutender Gelehrter und zu einem wichtigen Zentrum des Platonismus, das mit der römischen Schule Plotins konkurrierte. Zu den Schülern des Longinos zählte in den fünfziger Jahren Porphyrios, der später nach Rom ging, wo er Schüler Plotins wurde.
Longinos' philologische Arbeit zeugte von seiner umfassenden Bildung und trug in erster Linie zu seinem Ruhm bei. Seine Autorität in stilistischen Belangen war außerordentlich. Er verfasste zahlreiche Werke, die bis auf Fragmente verloren sind. Dazu gehörten Kommentare zu Werken Platons, ein Handbuch der rhetorischen Technik sowie philologische Schriften (vor allem zur Lexikographie, zur Stilkunst und zu etymologischen Fragen, insbesondere zur Homerphilologie). Seine berühmten Philologischen Vorlesungen umfassten 21 Bücher.
Die Zuschreibung der Schrift Peri hýpsous („Über das Erhabene“) an Longinos ist irrig. Der anonyme Verfasser wird heute als Pseudo-Longinos bezeichnet.
Eusebius von Caesarea erwähnt in seiner Chronik einen Kassios Longinos, der eine Chronik in 18 Büchern verfasst hat. Ob dieser Autor mit dem bekannten Philosophen und Philologen zu identifizieren ist, ist in der Forschung umstritten.

## Politische Aktivität
Das Erwachsenenleben des Longinos fiel in die Zeit der Erschütterungen durch die Reichskrise des 3. Jahrhunderts, die dazu führten, dass er sich auf politische Aktivitäten einließ, die ihm schließlich zum Verhängnis wurden. Nachdem die Heruler um 267 Athen zerstört hatten, begab er sich nach Phönizien, wo er Berater der Zenobia, der Herrscherin des faktisch von Rom weitgehend unabhängigen Teilreichs von Palmyra wurde. Für den Versuch, als platonischer Philosoph einen Herrscher zu beeinflussen oder gar zu lenken, konnte Platon selbst, der dies in Syrakus erstrebt hatte, als Vorbild dienen. Offenbar gehörte Longinos zu den maßgeblichen Köpfen hinter dem Plan, aus großen Teilen des römischen Ostens einen selbständigen Staat mit Palmyra als Hauptstadt zu bilden, und stellte seine rhetorischen Fähigkeiten in den Dienst dieser Idee. Als dann der römische Kaiser Aurelian 272 die Palmyrener besiegte, wurden Zenobia und Longinos gefangen genommen und wegen Hochverrat in Emesa vor Gericht gestellt. Zenobia schob die Schuld auf ihre Berater. Sie kam mit dem Leben davon, Longinos wurde hingerichtet. Der Prozess erregte großes Aufsehen. Für die spätere Tradition wurde Longinos wegen seiner Standhaftigkeit vor Gericht zum Vorbild eines Philosophen, der sich unerschütterlich zu seiner Überzeugung bekennt.

## Lehre
Obwohl Longinos ein Zeitgenosse Plotins und Schüler von dessen Lehrer Ammonios Sakkas war, wird er nicht dem Neuplatonismus, sondern wegen seiner relativ konservativen Haltung noch dem Mittelplatonismus zugerechnet. Er legte großen Wert auf Treue zur ursprünglichen Tradition Platons, dessen Geburtstag jedes Jahr in großem Stil gefeiert wurde. Er bemühte sich aber auch darum, die aristotelische Logik in das platonische Lehrgebäude zu integrieren. Der markanteste Unterschied zum Neuplatonismus Plotins betrifft die Ontologie. Er besteht darin, dass Longinos dem Intellekt (Nous) einen höheren ontologischen Rang zuwies als Plotin und Plotins Auffassung ablehnte, wonach die Ideen innerhalb des Nous existieren. In der Seelenlehre kämpfte Longinos gegen die Auffassungen der Stoiker und der Epikureer; nachdrücklich verteidigte er die Unsterblichkeit der Seele.

## Rezeption
Die Nachwirkung der philologischen Werke des Longinos war größer und anhaltender als die der philosophischen. Schon zu seinen Lebzeiten war er in erster Linie als Stilkritiker berühmt. Plotin kritisierte Longinos mit der Bemerkung, er sei eigentlich nur Philologe und kein Philosoph. In der Spätantike – und im Byzantinischen Reich sogar noch im 11. Jahrhundert – war die Kompetenz des Longinos als Literaturkritiker von hohem Niveau sprichwörtlich: Um einen Literaturkritiker als Dilettanten zu bezeichnen, pflegte man abschätzig zu bemerken, er urteile nicht in der Art des Longinos. Eunapios von Sardes spendete Longinos in seiner Biographiensammlung „Leben der Philosophen und der Sophisten“ hohes Lob; er nannte ihn wegen seiner Belesenheit „eine lebende Bibliothek und ein wandelndes Museion“.